# كالوم بورتون
كالوم بورتون (بالإنجليزية: Callum Burton)‏ (15 أغسطس 1996 في المملكة المتحدة - ) هو لاعب كرة قدم بريطاني في مركز حراسة المرمى. لعب مع شروزبري تاون.

## وصلات خارجية
- كالوم بورتون على موقع قاعدة بيانات كرة القدم.إي يو (الإنجليزية)
- كالوم بورتون على موقع Soccerbase.com (لاعب) (الإنجليزية)
- كالوم بورتون على موقع Soccerway.com (الإنجليزية)